# Nivojski prehod
Nivojski prehod (uradno: Nivojski prehod čez železniško progo - Npr) je križanje javne ali nekategorizirane ceste z železniško progo v istem nivoju, ki ne vključuje dostopov na perone in službenih prehodov.
Nivojski prehodi, vključno z napravami za zagotavljanje varnosti v cestnem prometu, so sestavni del javne železniške infrastrukture.
Pravilnik o nivojskih prehodih določa pogoje za določitev kraja križanja železniške proge in javne ali nekategorizirane ceste, njegovega tehničnega zavarovanja ter prostorske, gradbene, prometne, tehnične in varnostne pogoje na nivojskih prehodih.
Pravilnik prav tako določa število in najmanjšo razdaljo med prehodi (nivojskimi in izvennivojskimi križanji) in to predvsem glede na gostoto prometa, ki ne sme biti manjša od 2000 m.

## Vrste železniških prehodov
Nivojski prehodi čez železniško progo so lahko zavarovani ali nezavarovani.
Zavarovani nivojski prehodi so lahko opremljeni:
- s cestnimi signali;
- s cestnimi signali in zapornicami ali polzapornicami;
- s cestnimi signali in labirint ograjo;
- z zapornim brunom ali
- pred katerimi železniški delavec zaustavlja cestni promet,

pri čemer mora biti pri tistih, ki so zavarovani z zapornicami, polzapornicami ali deljenimi zapornicami, z obeh strani vgrajen najmanj en cestni signal.
Prehodi morajo biti označeni s prometnimi znaki v skladu s predpisom, ki ureja prometno signalizacijo in prometno opremo na cestah. 
Nezavarovani prehodi so označeni zgolj z Andrejevim križem. Imeti morajo zagotovljen pregled do mesta vidnosti na progi z obeh strani, to pomeni da mora imeti udeleženec možnost opaziti prihajajoče tirno vozilo in svoje vozilo pred prometnim znakom »Andrejev križ« zaustaviti.
- Železniški prehod z zapornicami, svetlobno in zvočno signalizacijo
- Železniški prehod z polzapornicami, svetlobno in zvočno signalizacijo
- Železniški prehod, označen z prometnim znakom Andrejev križ

## Cestna prometna signalizacija
Znaki za nevarnost in znaki za prednost na nivojskih prehodih ceste čez železniško progo (vertikalna prometna signalizacija) mora biti izdelana iz svetlobno odbojnih materialov skladno s standardom SIST EN 12899-1.
Prometna signalizacija, ki označuje bližino nivojskega prehoda čez železniško progo so:
- znaki za nevarnost (št. znaka 1201 in 1202 po pravilniku)
- znak za razdaljo do prehoda ceste čez železniško progo (št. 1203)
- Andrejev križ in
- znak za prehod neprednostne ceste čez železniško progo (št. 1205).

Svetlobni prometni znaki za označevanje nivojskih prehodov ceste čez železniško progo so znaki za napovedovanje približevanja tirnega vozila ter zapornice in polzapornice za fizično zapiranje prehoda.
Poleg svetlobnih prometnih znakov je lahko nivojski prehod zavarovan tudi z zvočno signalizacijo.
Tehnične pogoje za tovrstne prometne znake določajo predpisi s področja varnosti železniškega prometa. Oblika in vsebina ter način postavitve pa je določen v Pravilniku o prometni signalizaciji in prometni opremi na cestah (člen. 53).
Nekaj primerov signalizacije: